# Kapys (syn Assarakosa)
Kapys – pochodził z Frygii, syn Assarakosa i Hieromneme, mąż Temiste i ojciec Anchizesa. Uchodzi za jednego z przodków Eneasza oraz założyciela miasta Kapua.